# Chalarus argenteus
Chalarus argenteus är en tvåvingeart som beskrevs av Ernest F. Coe 1966. Chalarus argenteus ingår i släktet Chalarus och familjen ögonflugor. Arten har ej påträffats i Sverige. Inga underarter finns listade i Catalogue of Life.